# Aeroportul Jacarepaguá
Aeroportul Jacarepaguá (IATA: RRJ, ICAO: SBJR) este un aeroport din Rio de Janeiro, Brazilia ce deservește zona Rio de Janeiro. Aeroportul a fost tranzitat în 2022 de 2.229 de pasageri. A fost numit după Jacarepaguá⁠(d).
Situat la o altitudine de 3 m, aeroportul dispune de 1 pistă. Este operat de Infraero⁠(d).

## Infrastructură

### Piste
Aeroportul dispune de o singură pistă. Pista 2/20 are suprafața de asfalt și dimensiunile 900 m × 30 m. 